# IOTA (radio)
IOTA (Islands on the Air oftewel "eilanden met radiocontact") is een term uit de wereld van de radioamateurs. Zoals er unieke DXCC-codes voor landen zijn, is er ook een IOTA-nummer voor eilanden waarmee men radioverbinding kan maken. Dit wordt ook veel gebruikt voor wedstrijden of zogeheten contests waarin het erom gaat zo veel mogelijk eilanden te bereiken met een IOTA-aanduiding.
De lijst van eilanden wordt onderhouden door de Radio Society of Great Britain. De IOTA-kaart is opgedeeld in de delen Afrika, Antarctica, Azië, Europa, Noord-Amerika, Oceanië en Zuid-Amerika.